# أندي دورمان
أندي دورمان (بالإنجليزية: Andy Dorman) هو لاعب كرة قدم بريطاني في مركز الوسط، ولد في 1 مايو 1982 في تشستر في المملكة المتحدة. شارك مع منتخب ويلز لكرة القدم. أما مع النوادي، فقد لعب مع كريستال بالاس ونادي بريستول روفيرز ونادي سانت ميرين ونيو إنجلاند ريفولوشن.

## وصلات خارجية
- أندي دورمان على موقع الدوري الأمريكي (الإنجليزية)
- أندي دورمان على موقع قاعدة بيانات كرة القدم.إي يو (الإنجليزية)
- أندي دورمان على موقع ناشيونال فوتبول تيمز (الإنجليزية)
- أندي دورمان على موقع Soccerbase.com (لاعب) (الإنجليزية)
- أندي دورمان على موقع عالم كرة القدم.نت (الإنجليزية)
- أندي دورمان على موقع AS.com (الإسبانية)